# طوف القرود الميتة
طوف القرود الميتة (Raft of Dead Monkeys) هي فرقة موسيقى الروك من سياتل. وصفت بأنها فرقة افتراضية تسخر من ثقافة الروك، كانت عروضهم المبكرة تتكون من كلمات مبتذلة، متجردة من الذكورية ودموية. توقفت الفرقة في 22 أكتوبر 2001.

## روابط خارجية
- طوف القرود الميتة على موقع ميوزك برينز (الإنجليزية)
- طوف القرود الميتة على موقع أول ميوزيك (الإنجليزية)
- طوف القرود الميتة على موقع ديسكوغز (الإنجليزية)